# سیارک ۵۰۶۲
سیارک ۵۰۶۲ (به انگلیسی: 5062 Glennmiller، نامگذاری:1989CZ) پنج هزار و شصت و دومین سیارک کشف شده‌است که در ۶ فوریه ۱۹۸۹ کشف شد.